# Outcast (serie televisiva)
Outcast è una serie televisiva horror statunitense basata sul fumetto omonimo di Robert Kirkman e Paul Azaceta. La prima stagione di dieci episodi è andata in onda su Cinemax il 3 giugno 2016. È una storia sovrannaturale dell'orrore incentrata su persone coinvolte in possessioni demoniache, e ruota intorno alla vita di Kyle Barnes, che viene allontanato dalle persone da Rome, in West Virginia, per aver presumibilmente aggredito la moglie e la figlia.
Il 14 marzo 2016, in vista della sua anteprima, Outcast è stata rinnovata per una seconda stagione. La seconda stagione è stata trasmessa per la prima volta su Fox nel Regno Unito il 3 aprile 2017 e si è conclusa il 5 giugno 2017, mentre negli Stati Uniti è stata trasmessa dal 20 luglio al 28 settembre 2018 sempre su Cinemax.
Il 2 ottobre 2018 Cinemax ha ufficialmente cancellato la serie dopo due stagioni trasmesse.

## Trama
Nella fittizia cittadina di Rome, nella Virginia Occidentale, Kyle Barnes, dopo una vita tormentata da possessioni demoniache che hanno afflitto lui e la sua famiglia, cerca di trascorrere la sua vita alienandosi quanto più possibile dal resto della società. Dopo un incontro fortuito con il reverendo Anderson, un pastore evangelico che aveva tentato di aiutarlo da bambino, questi gli chiede aiuto per un esorcismo da compiere su un bambino con il quale apparentemente non ha legami. Tuttavia, scopre presto di essere direttamente coinvolto in tali nuove manifestazioni soprannaturali, accorgendosi nell'occasione di come il suo sangue abbia un effetto repellente nei confronti del demone. Insieme a Anderson, decide quindi di provare a comprendere cosa si nasconda dietro tali esternazioni demoniache non solo per aiutare coloro che sono posseduti, ma anche scoprire quale sia il suo ruolo in tutto questo.

## Episodi
| Stagione         | Episodi | Prima TV originale | Prima TV Italia |
| ---------------- | ------- | ------------------ | --------------- |
| Prima stagione   | 10      | 2016               | 2016            |
| Seconda stagione | 10      | 2017               | 2017            |

## Personaggi e interpreti

### Personaggi principali
- Kyle Barnes (stagioni 1-2), interpretato da Patrick Fugit, doppiato da Stefano Crescentini.
Un giovane che lotta contro gli effetti della possessione demoniaca avvenuta durante la sua infanzia, che da adulto cerca di capire cosa si nasconde dietro tali fenomeni e il perché ne sia coinvolto.
- Reverendo John Anderson (stagioni 1-2), interpretato da Philip Glenister, doppiato da Roberto Pedicini.
Il reverendo locale che collabora con Kyle. Con problemi d'alcolismo che in passato ha provato ad aiutare Kyle e ora prova ad indagare insieme a lui sulle possessioni.
- Megan Holter (stagioni 1-2), interpretata da Wrenn Schmidt, doppiata da Chiara Gioncardi.
Sorella di Kyle, la quale non ha smesso di curarsi del fratello nonostante i suoi tentativi di isolarsi, e moglie di Mark.
- Allison Barnes (stagioni 1-2), interpretata da Kate Lyn Sheil, doppiata da Gemma Donati.
Ex moglie di Kyle, anche lei in passato vittima di possessioni demoniache, e madre di sua figlia, Amber.
- Mark Holter (stagione 1; ospite: stagione 2), interpretato da David Denman, doppiato da Massimo Bitossi.
Agente di polizia e marito di Megan, il quale nutre rancore per Kyle a causa del suo passato.
- Sarah Barnes (stagioni 1-2), interpretata da Julia Crockett, doppiata da Anna Chiara Repetto.
Madre scomparsa di Kyle, che in passato fu posseduta.
- Sidney (stagioni 1-2), interpretato da Brent Spiner, doppiato da Marco Mete.
Un misterioso predicatore arrivato di recente a Rome.
- Byron Giles (stagioni 1-2), interpretato da Reg E. Cathey, doppiato da Alessandro Rossi.
Capo del dipartimento di polizia di Rome e vecchio amico di Anderson.
- Amber Barnes (ricorrente: stagione 1; regolare: stagione 2), interpretata da Madeleine McGraw, doppiata da Sara Tesei.
Figlia di Kyle e Allison, con lo stesso dono del padre.

### Personaggi secondari
- Holly Holter (stagioni 1-2), interpretata da Callie Brook McClincy, doppiata da Arianna Vignoli.
È la figlia di Mark e Megan.
- Joshua Austin (stagioni 1-2), interpretato da Gabriel Bateman, doppiato da Mattia Fabiano.
È il bambino di otto anni che viene esorcizzato da Kyle e Anderson nel primo episodio.
- Aaron MacCready (stagioni 1-2), interpretato da C.J. Hoff, doppiato da Gabriele Patriarca.
È il figlio ribelle di Patricia.
- Lenny Ogden (stagioni 1-2), interpretato da Pete Burris, doppiato da Franco Mannella.
È un pompiere e amico di lunga data di Giles.
- Florence (stagioni 1-2), interpretata da Jill Jane Clements, doppiata da Lorenza Biella.
Regolare frequentante della chiesa battista del reverendo.
- Norville Grant (stagione 1), interpretato da Willie C. Carpenter, doppiato da Gerolamo Alchieri.
È un amico di Kyle.
- Patricia MacCready (stagioni 1-2), interpretata da Melinda McGraw, doppiata da Roberta Pellini.
Amica stretta del reverendo e regolare frequentante della sua chiesa battista.
- Mildred (stagione 1), interpretata da Grace Zabriskie, doppiata da Chiara Salerno.
Parrocchiana frequentante la chiesa del reverendo. In passato venne posseduta da un demone ed in seguito liberata. Recentemente è stata riposseduta.
- Blake Morrow (stagioni 1-2), interpretato da Lee Tergesen, doppiato da Loris Loddi.
Ex poliziotto che a causa di una possessione demoniaca, viene condannato a morte per l'omicidio della moglie del suo collega.
- Rose Giles (stagioni 1-2), interpretata da Charmin Lee, doppiata da Alessandra Korompay.
È la moglie di Byron.
- Kat Ogden (stagioni 1-2), interpretata da Debra Christofferson, doppiata da Anna Rita Pasanisi.
È la moglie posseduta di Lenny Ogden.
- Donnie Hamel (stagione 1), interpretato da Scott Porter, doppiato da Marco Vivio.
Uomo misterioso che ritorna a Rome e sconvolge la vita di Megan.
- Owen Boyd (stagioni 1-2), interpretato da Toby Huss, doppiato da Sergio Lucchetti.
È il sindaco di Rome.
- Dakota (stagione 2), interpretata da Madelyn Deutch, doppiata da Eva Padoan.
Una donna che in passato è stata posseduta che entra in contatto con il reverendo.
- Kenneth Park (stagione 2), interpretato da Hoon Lee, doppiato da Nanni Baldini.
Medico che lavora all'ospedale di Rome; è un posseduto.
- Nuñez (stagione 2), interpretata da Briana Venskus, doppiata da Gaia Bolognesi.
Agente di polizia di Rome.
- Tuttle (stagione 2), interpretato da Adam Vernier
Agente di polizia di Rome.
- Bob Caldwell (stagione 2), interpretato da M. C. Gainey, doppiato da Ambrogio Colombo.
È un grande amico di Byron, custodisce una discarica.
- Simon Barnes (stagione 2), interpretato da C. Thomas Howell, doppiato da Angelo Maggi.
È il padre di Kyle.

## Produzione
Nel mese di novembre 2013, prima del suo debutto nelle edicole, la rete via cavo Cinemax si aggiudicò i diritti per realizzare un adattamento televisivo del fumetto Outcast, il cui primo numero venne poi pubblicato nel giugno 2014. La produzione della serie ricevette semaforo verde il 12 febbraio 2015, quando la rete ordinò formalmente la produzione di una prima stagione da dieci episodi. L'autore del fumetto, Robert Kirkman, ha curato la sceneggiatura del pilot, diretto da Adam Wingard, e figura come ideatore e co-produttore esecutivo, mentre le vesti di showrunner sono affidate a Chris Black. Si tratta del secondo adattamento televisivo di uno dei fumetti di Kirkman dopo The Walking Dead.
Patrick Fugit fu ingaggiato per il ruolo del protagonista Kyle Barnes il 5 novembre 2014. Nel corso dello stesso mese si unirono al cast anche Philip Glenister, per il ruolo del reverendo Anderson; Gabriel Bateman, per il ruolo di un bambino vittima di possessioni; Reg E. Cathey, per la parte del capo del dipartimento di polizia Giles; Julia Crockett e Wrenn Schmidt, rispettivamente per le parti della madre e della sorellastra del protagonista.
Il 10 agosto 2015 fu annunciata inoltre la presenza nel cast principale di David Denman, interprete di Mark Holter, ruolo che in un primo momento era stato affidato a Kip Pardue, e di Melinda McGraw, Grace Zabriskie, Catherine Dent, Lee Tergesen e Brent Spiner in quello ricorrente. Nel mese di settembre si aggregò al cast ricorrente anche Scott Porter, interprete di Donnie Hamel.
Anche se ambientata nella West Virginia, i set raffiguranti la cittadina di Rome sono stati costruiti nei pressi di York, nella Carolina del Sud; altri luoghi delle riprese sono i dintorni di Chester e Great Falls. Uno dei consiglieri della contea di York provò ad opporsi all'autorizzazione per girare la serie esprimendo preoccupazione per i temi demoniaci trattati. Anche se parte del pilot fu girato a partire dagli ultimi mesi del 2014, la fase principale delle riprese è iniziata nel mese di agosto 2015.
Il 14 marzo 2016, circa tre mesi prima il debutto televisivo, è stata rinnovata per una seconda stagione.
Il 3 ottobre 2018 la serie viene ufficialmente cancellata.

## Trasmissione
La serie è trasmessa negli Stati Uniti su Cinemax dal 3 giugno 2016. Dallo stesso mese va in onda anche in altri circa 125 paesi sui canali del gruppo Fox International Channels; in Italia dal 6 giugno 2016 su Fox. Due settimane prima del debutto televisivo, il primo episodio è stato distribuito in anteprima online dal 20 maggio 2016.
La seconda stagione della serie è trasmessa da Fox dal 3 aprile 2017 nel Regno Unito e, a seguire, in tutti gli altri paesi in cui è presente il gruppo televisivo. In Italia, la seconda stagione è trasmessa a partire dal 10 aprile sul canale pay TV di Sky Fox.